# Notomatachia wiltoni
Notomatachia wiltoni là một loài nhện trong họ Desidae.
Loài này thuộc chi Notomatachia. Notomatachia wiltoni được miêu tả năm 1970 bởi Raymond Robert Forster.